# Norma Motor & Engineering
Die Norma Motor & Engineering Company Ltd. war ein britischer Hersteller von Automobilen.

## Unternehmensgeschichte
Das Unternehmen aus dem Londoner Stadtteil Hammersmith begann 1912 mit der Produktion von Automobilen. Der Markenname lautete zunächst Pinnace, später Norma. 1915 endete die Produktion.

## Fahrzeuge
Das erste Modell, konstruiert von A. Percy Hann, erschien als Pinnace und war ein Cyclecar. Ein V2-Motor von J.A.P. mit 900 cm³ Hubraum war im Heck montiert. Die Motorleistung wurde mittels einer Kette zum Dreiganggetriebe geleitet und von dort mit einer weiteren Kette zur Hinterachse. Besonderheit war eine stromlinienförmige Karosserie, die einem Boot ähnelte. Der Neupreis betrug 130 Pfund. Der Konstrukteur nahm 1912 mit diesem Fahrzeug an der Fahrt von London nach Exeter teil. Nur wenige Fahrzeuge wurden verkauft.
Im gleichen Jahr erschien der Norma 10 HP. Sein Vierzylinder-Reihenmotor besaß 1460 cm³ Hubraum und war wassergekühlt. Ab 1915 gab das größere Modell Norma 14 HP, dessen Motor 1795 cm³ Hubraum hatte.

## Modelle
| Marke und Modell | Bauzeitraum | Zylinder | Hubraum  | Radstand |
| Pinnace          | 1912        | V2       | 900 cm³  |          |
| Norma 10 HP      | 1912–1914   | 4 Reihe  | 1460 cm³ |          |
| Norma 14 HP      | 1915        | 4 Reihe  | 1795 cm³ |          |